# 国鉄シキ120形貨車
国鉄シキ120形貨車（こくてつシキ120がたかしゃ）は、1952年（昭和27年）10月31日に1両のみ三菱重工業にて製作された、日本国有鉄道（国鉄）に車籍を有した80トン積み低床式大物車である。三菱電機所有の私有貨車。
後に1953年（昭和28年）と1958年（昭和33年）に一つずつ吊り掛け式の、1959年（昭和34年）に分割落し込み式の梁が追加で製造されて、これらの方式での輸送もできるようになった。日本の大物車の中でA梁、B梁、C梁の3種類の梁を装備できる車は本車及びシキ290（シキ290形）の2車のみである。
低床式の梁を装備しているときは全長29,200 mmで、低床部の長さは5,500 mm、レール面上高さは660 mmであった。低床部の長さと低さにより高い使い勝手を確保していた。台車は3軸ボギー台車を4台装備しており、台車2台の上に枕枠を装備して、その上に荷受梁を載せていた。枕枠より上の荷受梁を交換することによって、以下の各種方式に対応するようになっている。空気ブレーキはKD254形であった。
1953年（昭和28年）に製作された吊り掛け式の梁を装備すると100 トン積み吊り掛け式となった。この当時はまだ複数の梁形式を区別するためにアルファベット記号を与えていなかったので、シキ120Bという形式となっていない。荷受梁はトラス構造である。日本で初めての吊り掛け式輸送として、三菱電機長崎製作所からの発電機固定子輸送に用いられた。その後この梁がどうなったかは不明である。
1958年（昭和33年）に製作された吊り掛け式の梁を装備すると110 トン積み吊り掛け式となった。この梁の記号はシキ120Bとされている。積車時は35 km/h、空車時は65 km/h制限となっていた。空車時の死重22 トンを含めて自重は68 トンで、また空車時全長は24,000 mmであった。
分割落し込み式としては115トン積みで、シキ120Cと称している。この梁を装備したときの全長は28,850 mmであった。側梁の上部に搭載する変圧器の荷重を掛ける仕組みになっていた。空車回送時は11トンの死重を搭載する仕組みであったが、後に改造を受けて一定荷重以下の積車時にも死重を搭載できるようになった。
製造当初は国鉄所有の貨車を上回って日本の貨車で最大荷重であった。常備駅は塚口駅であった。1986年（昭和61年）11月29日に廃車となった。